# Cá hổ Thái
Cá hổ Thái hay còn gọi là cá Thái hổ, cá hổ Xiêm (danh pháp khoa học: Datnioides pulcher, tên tiếng Anh là Siamese tigerfish hay Siamese tiger perch) là một loài cá nước ngọt trong họ Datnioididae. Chúng hiện là loài cực kỳ nguy cấp, có nguồn gốc tại lưu vực sông Chao Phraya, sông Mae Klong và sông Mekong.

## Phân loại
Trước đây cá hổ Thái Datnioides pulcher từng bị nhầm lẫn thành cá hổ Indo Datnioides microlepis do hình thái rất giống nhau. Sau đó vào năm 1994, Kottelat nghiên cứu dựa trên hàng loạt dữ liệu thu thập được các cá thể Datnioides microlepis ở sông Chao Phraya, sông Mekong. Đến năm 1998, những cá thể Datnioides microlepis phân bố ở sông Chao Phraya và sông Mekong được đổi tên thành Datnioides pulcher và được công nhận là một loài mới.

## Bảo tồn
Datnioides pulcher xuất hiện ở lưu vực sông Mekong, Chao Phraya nhưng đã tuyệt chủng ở Thái Lan. Hiện tại số lượng Datnoides pulcher vẫn còn một ít ở Việt Nam, Lào và Campuchia, nhưng số lượng của chúng đã giảm hơn 90% trong vòng 20 năm qua do mức độ khai thác cho thị trường cá cảnh quốc tế cũng như làm thực phẩm. Các nhà máy, xí nghiệp, cơ sở hạ tầng làm ô nhiễm môi trường sống của chúng.
Cục Ngư nghiệp Thái Lan (Department of Fisheries in Thailand - DOF) có thực hiện một chương trình nhân giống cá hổ, tuy nhiên kết quả còn tương đối hạn chế. Tại Việt Nam, năm 2003 đã có chương trình phát triển, sản xuất nguồn lợi cá cảnh tại TP.HCM đến năm 2010, trong đó có cá hổ Thái.

## Đặc điểm
Cá hổ Thái có các sọc màu vàng và đen rất to chạy dọc theo chiều dài cơ thể. Các vây lưng có gai xương cứng. Chúng phát triển chiều dài tiêu chuẩn đến 40 cm. Vảy của chúng thì rất mịn và đôi chỗ ánh kim. Khi chúng trong trạng thái tốt nhất, sọc sẽ đồng nhất 1 khối, đậm và dày. Chúng có thể duy trì trạng thái ổn định này rất lâu. Chúng khá dài, dạng đuôi tách rời, sọc thứ ba có điểm gãy khoảng 1/3, điểm gãy này có rìa vạch nhô ra giống hổ bắc. Dạng đuôi chữ V của chúng thường là đuôi V nhọn. Đôi khi có những biến thể về gốc đuôi. Sọc giữa của hổ Thái xiên nhiều, hội tụ tại 1 điểm, vát về hậu môn, ra hình răng cọp. Cá có sọc không kéo dài lên gai lưng. Sọc của chúng rất dày và đen đậm, chúng có một màu nền vàng chanh.

## Điều kiện nuôi làm cảnh
Loài cá này sống ở nước ngọt hay nước lợ với độ pH thích hợp nhất là 7,6–8,0 cùng nhiệt độ chừng 22–26 °C (72–79 °F). Cá hổ Thái là loài săn mồi - tức chúng sẽ "làm thịt" những con cá nhỏ hơn mà chúng bắt gặp. Nên cho chúng ăn các loại thực phẩm tươi sống cũng như đông lạnh. Kích cỡ của cá hổ trong điều kiện nuôi cảnh không lớn như trong điều kiện tự nhiên, nhưng với chiều dài lên tới 24 inch (61 cm) trong tự nhiên thì trong điều kiện nuôi nhốt chúng cũng khá là lớn - điều này có nghĩa là cần một bể cá to để chứa chúng.